# Bathippus seltuttensis
Bathippus seltuttensis är en spindelart som beskrevs av Embrik Strand 1911. Bathippus seltuttensis ingår i släktet Bathippus och familjen hoppspindlar. Inga underarter finns listade.